# Dale Begg-Smith
Dale Begg-Smith (Vancouver, Canadá, 18 de enero de 1985) es un deportista australiano que compitió en esquí acrobático, especialista en las pruebas de baches.
Participó en tres Juegos Olímpicos de Invierno, entre los años 2006 y 2014, obteniendo en total dos medallas, oro en Turín 2006 y plata en Vancouver 2010, ambas en la prueba de baches.
Ganó tres medallas en el Campeonato Mundial de Esquí Acrobático en los años 2005 y 2007.
En 2017 fue condecorado con la Medalla de la Orden de Australia (OAM).

## Medallero internacional
| Juegos Olímpicos   | Juegos Olímpicos              | Juegos Olímpicos  | Juegos Olímpicos   |
| Año                | Lugar                         | Medalla           | Prueba             |
| ------------------ | ----------------------------- | ----------------- | ------------------ |
| 2006               | Turín (Italia)                | Medalla de oro    | Baches             |
| 2010               | Vancouver (Canadá)            | Medalla de plata  | Baches             |
| Campeonato Mundial |                               |                   |                    |
| Año                | Lugar                         | Medalla           | Prueba             |
| 2005               | Ruka (Finlandia)              | Medalla de bronce | Baches             |
| 2007               | Madonna di Campiglio (Italia) | Medalla de oro    | Baches en paralelo |
| 2007               | Madonna di Campiglio (Italia) | Medalla de plata  | Baches             |